# Georges Henri Halphen
Georges Henri Halphen (pronunciación en francés: /ʒɔʀʒ ɑ̃ʁi alfɛn/; Ruan, Francia, 30 de octubre de 1844-Versalles, Francia, 23 de mayo de 1889) fue un matemático francés conocido por su trabajo en geometría, en particular en geometría enumerativa y en teoría de singularidades de curvas algebraicas, dentro de la geometría algebraica. Trabajó también en teoría de invariantes y en geometría diferencial proyectiva.

## Biografía
Realizó sus estudios superiores en la École Polytechnique entre 1862 y 1866. Continuó su formación en la École d'Application de l'Artillerie et du Génie de Metz. Como teniente de artillería fue destinado primero en Auxonne y más tarde en Estrasburgo. En 1872, Halphen se estableció en París, donde fue profesor en la École Polytechnique y comenzó sus estudios científicos. Completó su disertación en 1878. También en 1872 se casó con Rose Marguerite Aron, con la que tuvo ocho hijos, cuatro hombres y cuatro mujeres. Uno de sus hijos, Louis Halphen (1880-1950) fue un historiador especializado en la Edad Media. Otro de ellos, Charles Halphen (1885-1915), fue secretario adjunto de la Société Mathématique de France. Uno de sus nietos fue Étienne Halphen (1911-1954), que realizó importantes trabajos en estadística aplicada.

## Premios y reconocimientos
Georges Henri Halphen recibió en 1880 el Premio Steiner de la Academia Prusiana de las Ciencias junto a Max Noether. En 1881, recibió el Gran Premio de la Academia de Ciencias de Francia por su trabajo en ecuaciones diferenciales lineales: Mémoire sur la Reduction des Equations Différentielles Linéaires aux Formes Intégrales. En 1883 recibió el Premio Poncelet, y en 1885 el Premio Petit d'Ormoy. Fue elegido miembro de la Academia de Ciencias de Francia en 1886 en la sección de geometría, en sustitución del fallecido Jean Claude Bouquet. En 1887 fue elegido miembro de la Academia Nacional de los Linces de Roma.

## Obras destacadas
- Oeuvres de G.H. Halphen, en 4 volúmenes. Editado por Camille Jordan, Henri Poincaré, Charles Émile Picard con la ayuda de Ernest Vessiot, 1916, 1918,[10] 1921,[11] 1924,[12] París: Gauthier-Villars
- Traité des fonctions elliptiques et de leurs applications, 3 volúmenes. 1886, 1888, 1891 (el volumen 2 consiste en aplicaciones a la física, geometría, teoría de integrales y geodésicas, mientras que el volumen 3 está formado por fragmentos sobre aplicaciones al álgebra, especialmente a la ecuación quíntica, y a teoría de números)

Laurent Gruson realizó un resumen de la obra de Halphen, mientras que Camille Jordan hizo un listado de sus obras completas como parte del obituario de Halphen en el Journal de Mathématiques Pures et Appliquées.